# Hotel Arts
L'Hotel Arts è un grattacielo che si trova a Barcellona all'entrata del Port Olímpic di Barcellona.

## Descrizione
Il grattacielo, assieme alla Torre Mapfre (che ha un'altezza simile), è l'edificio più alto di Barcellona e della Catalogna ed è stato progettato dallo studio Skidmore, Owings and Merrill con la partecipazione dell'architetto Bruce Graham in funzione dei Giochi olimpici del 1992.
L'edificio, costruito tra il 1988 e il 1992, è di colore verde e grigio ed è avvolto da una struttura metallica di colore bianco. Accoglie un lussuoso hotel a cinque stelle della catena Ritz-Carlton aperto dal 1994, 27 appartamenti di lusso che occupano gli ultimi nove piani, oltre a un casinò, per un totale di 43 piani e 154 metri di sviluppo verticale. Nell'edificio si trova anche l'unico ristorante con 2 stelle Michelin di Barcellona.
Il grande pesce dorato metallico, opera di Frank Gehry, è un altro degli elementi emblematici del contesto dell'edificio.